# Mas Salipota
Mas Salipota és una masia de Súria (Bages) protegida com a Bé Cultural d'Interès Local.

## Descripció
Conjunt d'edificacions situat al nord-oest del municipi, en el barri que porta el seu nom. L'edifici ha sofert reedificacions, tot i que el cos occidental s'identifica com el buc originari. És una construcció feta en maçoneria i amb carreus de pedra treballats als seus angles. Es diferencien alguns elements arquitectònics rellevants com la galeria amb dobles arcades superposades a la façana Sud i un porxo cobert amb volta de pedra que dona accés a l'entrada principal de la casa i a les edificacions auxiliars destinades a un ús avícola. És interessant destacar l'interior, sobretot el menjador situat a la primera planta, on es conserva mobiliari propi relatiu al segle xviii.
Pel que fa a les dependències auxiliars, totes relatives a un ús agropecuari, s'identifiquen espais i elements rellevants com el celler i les tines, pou, piques d'oli, etc.

## Història
La primera notícia que es té Salipota és del 9 de maig de 1232, quan el cavaller Berenguer del Quer, en el seu testament, deixa el domini directe dels masos de Soler pota a l'església de Sant Cristòfol de Súria. El primer Salipota que tenim documentat és Berenguer de Salipota, l'any 1251.
El mas té diversos pergamins, el més antic dels quals data del 1282. Segons Albert Fàbrega el nom de Salipota podria venir venir d'una derivació de Solerporta.